# 設標救難船1号型
設標救難船1号型（英語: YR-01 class yard rescue）は、海上自衛隊の第1種支援船。公称船型は60トン型設標救難船。
海自飛行艇等の離着水に際し、海面警戒、着水路標識設置、事故時の消火救難を行うために1999年度計画で建造された。
迅速な救難活動を行うため、船体を軽量化し高出力のエンジンを搭載、推進器も3軸とし、最高速度19kt(約30km/h)を実現している。
船体は鋼、アルミニウム合金製。操舵室上部には泡兼用放水銃を3丁、自衛噴霧ノズル8基、消防ホース6本、10名用の膨張式救命筏を装備する。

## 同型船一覧
2隻共に岩国航空基地に配備されている。
| #     | 船名          | 造船所        | 起工   | 進水   | 竣工          |
| ----- | ------------- | ------------- | ------ | ------ | ------------- |
| YR-01 | 設標救難船1号 | IHIアムテック | 2000年 | 2000年 | 2001年3月16日 |
| YR-02 | 設標救難船2号 | 前畑造船      | 2001年 | 2001年 | 2002年3月24日 |